# Liste der Mitglieder der Deutschen Akademie der Naturforscher Leopoldina/1847
Die Liste der Mitglieder der Deutschen Akademie der Naturforscher Leopoldina für 1847 enthält alle Personen, die im Jahr 1847 zum Mitglied ernannt wurden. Insgesamt gab es 20 neu gewählte Mitglieder.

## Mitglieder
| Nr.  | Name                                     | Beiname         | Geboren       | Aufnahme | Gestorben     | Sektion                                      | Bild                                     | Datenbank                     |
| ---- | ---------------------------------------- | --------------- | ------------- | -------- | ------------- | -------------------------------------------- | ---------------------------------------- | ----------------------------- |
| 1571 | Florens Cunier                           | Prosper Alpinus |               | 15. Okt. | 19. Apr. 1853 | Ophthalmologie                               |                                          | Florens Cunier                |
| 1572 | Moritz Elsner                            | Schwenkfeld     | 20. Nov. 1809 | 15. Okt. | 8. Aug. 1894  | Botanik                                      |                                          | Karl Friedrich Moritz Elsner  |
| 1573 | Franz Xaver Fieber                       | J. Frank        | 1. März 1807  | 15. Okt. | 22. Feb. 1872 | Zoologie                                     | Franz Xaver Fieber                       | Franz Xaver Fieber            |
| 1574 | Wenzel Gruber                            | Heister II.     | 24. Dez. 1814 | 15. Okt. | 30. Sep. 1890 | Anatomie                                     | Wenzel Gruber                            | Wenzel Gruber                 |
| 1575 | Wilhelm von Haidinger                    | A. S. Hoffmann  | 5. Feb. 1795  | 15. Okt. | 19. März 1871 | Mineralogie, Kristallographie und Petrologie | Wilhelm von Haidinger                    | Wilhelm von Haidinger         |
| 1576 | Joseph von Hauer                         | Schröter II.    | 6. März 1778  | 15. Okt. | 2. Feb. 1863  | Geologie und Paläontologie                   |                                          | Joseph von Hauer              |
| 1577 | Justus Karl Haßkarl                      | Retzius I.      | 6. Dez. 1811  | 15. Okt. | 5. Jan. 1894  | Botanik                                      | Justus Karl Haßkarl                      | Justus Carl Hasskarl          |
| 1578 | Carl Wilhelm Klose                       | Schnurrer       | 17. Feb. 1803 | 15. Okt. | 10. Nov. 1865 | Botanik                                      |                                          | Karl Wilhelm Klose            |
| 1579 | Christian Ferdinand Friedrich von Krauss | Sparrmann I.    | 9. Juli 1812  | 15. Okt. | 14. Sep. 1890 | Zoologie                                     | Christian Ferdinand Friedrich von Krauss | Ferdinand von Krauss          |
| 1580 | Dominique Auguste Lereboullet            | Swammerdam      | 19. Sep. 1804 | 15. Okt. | 6. Okt. 1865  | Zoologie                                     |                                          | Dominique Auguste Lereboullet |
| 1581 | François Achille Longet                  | Breschet        | 25. Mai 1811  | 15. Okt. | 20. Apr. 1871 | Physiologie                                  | François Achille Longet                  | Francois-Achille Longet       |
| 1582 | Ludwig Joseph Melicher                   | Baglivius IV.   |               | 15. Okt. | 14. März 1871 | Orthopädie                                   |                                          | Ludwig Joseph Melicher        |
| 1583 | Johannes Baptist Müller                  | Dieffenbach     | 16. Apr. 1806 | 15. Okt. | 18. Juni 1894 | Pharmakologie                                |                                          | Johannes Baptist Müller       |
| 1584 | Julius Neuberth                          | Wolfart I.      | 17. Aug. 1809 | 15. Okt. | 1881          | Naturforscher                                |                                          | Ernst Julius Neuberth         |
| 1585 | Massimiliano Spinola                     | Kirby           | 10. Juli 1780 | 15. Okt. | 12. Nov. 1857 | Zoologie                                     |                                          | Massimiliano von Spinola      |
| 1586 | William Sullivant                        | Schweinitz      | 15. Jan. 1803 | 15. Okt. | 30. Apr. 1873 | Botanik                                      | William Sullivant                        | Starling Sullivant            |
| 1587 | Thomas Taylor                            | E. Jungermann   | 1775          | 15. Okt. | 1848          | Medizin                                      |                                          | Thomas Taylor                 |
| 1588 | Jens Lorenz Vahl                         | Vahl            | 27. Nov. 1796 | 15. Okt. | 12. Nov. 1854 | Botanik                                      |                                          | Jens Lorenz Vahl              |
| 1589 | Eduard Zeis                              | Taliacotius     | 1. Okt. 1807  | 15. Okt. | 28. Juni 1868 | Chirurgie                                    |                                          | Eduard Zeis                   |
| 1590 | Carl Ludwig Philipp Zeyher               | Bergius III.    | 2. Aug. 1799  | 15. Okt. | 30. Dez. 1858 | Botanik                                      |                                          | Carl Ludwig Philipp Zeyher    |

## Hinweis zu den Lebensdaten
In der Liste sind zunächst die Lebensdaten gemäß Archiv der Leopoldina aufgenommen. Diese beziehen sich auf die Angaben gem. Neigebaur (1860) und Ule (1889). Die Lebensdaten im Namensartikel können daher von den Lebensdaten in der Liste abweichen.